# Duisburg-Süd
Duisburg-Süd è un distretto urbano (Stadtbezirk) di Duisburg.
Ha una superficie di 49,84 km² e una popolazione (2008) di 73.087 abitanti.

## Geografia antropica

### Suddivisioni amministrative
Il distretto urbano di Duisburg-Süd è diviso in 10 quartieri (Stadtteil):
- 701 Bissingheim
- 702 Wedau
- 703 Buchholz
- 704 Wanheim-Angerhausen
- 705 Großenbaum
- 706 Rahm
- 707 Huckingen
- 708 Hüttenheim
- 709 Ungelsheim
- 710 Mündelheim